# Lindsaea rufa
Lindsaea rufa är en ormbunkeart som beskrevs av Kramer. Lindsaea rufa ingår i släktet Lindsaea och familjen Lindsaeaceae. Inga underarter finns listade.